# Skogsvisslare
Skogsvisslare eller skogssmygare (Erynnis tages) är en fjäril av familjen tjockhuvuden som lever i små kolonier på sandiga jordar, till exempel kusthedar, alvarmarker och torrängar. I Sverige är denna fjäril ganska vanlig, men i Danmark har den på kort tid minskat kraftigt i antal. I övriga Europa finns på de flesta platser.  
Man kan stöta på skogsvisslare från andra halvan av maj till lite in i juli. På sydligare breddgrader finns den också med en andra generation, som kan ses ända in i augusti. Den har ett mycket speciellt sätt att övernatta på. Den sätter sig på ett strå och viker ihop vingarna så att översidan vänds uppåt, på samma sätt som på en vilande nattsvärmare. 

## Utseende
Skogsvisslaren är en av de mer oansenliga dagfjärilarna. Vingspannet är 26 till 29 millimeter. Den är brun, med svagt ljusare partier och prickar i grått och beige, särskilt längs vingkanten finns en liten rad med ljusa prickar på både framvingarna och bakvingarna. Honan har lite mer kontrastrika färger. Hannen har en kant av doftkörtlar på framvingarna. 

## Livscykel
Ägget är gult eller ljusgrönt, men skiftar snabbt till apelsin-orange. Efter ett par veckor kläcks det och larven kommer fram. Den lever på och av växten käringtand. Där formar den ett litet krypin av växtens blad, som den sammanfogar med trådar som den spinner. När skogsvisslarlarven har ätit upp den mat som finns invid gömstället kryper den vidare och bygger ett nytt. I augusti spinner den årets sista krypin, som den övervintrar och nästa vår förpuppar sig i. Efter cirka en månad kläcks puppan och en vuxen fjäril, imago, kommer fram.